# Gonospira
Gonospira (лат.) — род брюхоногих моллюсков из семейства Streptaxidae (Orthogibbinae, Eupulmonata). Более 30 островных видов. Эндемики нескольких океанских островов Афротропики. Более десятка видов находятся на грани вымирания и включены в Красный список IUCN Red List 2010 года, например, Gonospira uvula.

## Распространение
Афротропика: острова Маврикий, Реюньон, Родригес.

## Описание
Раковина мелкая, высота 4,5—31,0 мм, диаметр 2—12 мм. Форма раковины кукольная до удлиненно-яйцевидной или субцилиндрической, умеренно твердая, слегка просвечивающая, из 6—8 слегка выпуклых витков. Последний последний завиток, как правило, постепенно поднимается к отверстию. Цвет беловатый до желтовато-рогового. Эмбриональные венчики мелко радиально ребристые, на более поздних венчиках ребра усиливаются. Апертура округлая, субвертикальная, с тонкими, рефлексированными краями.

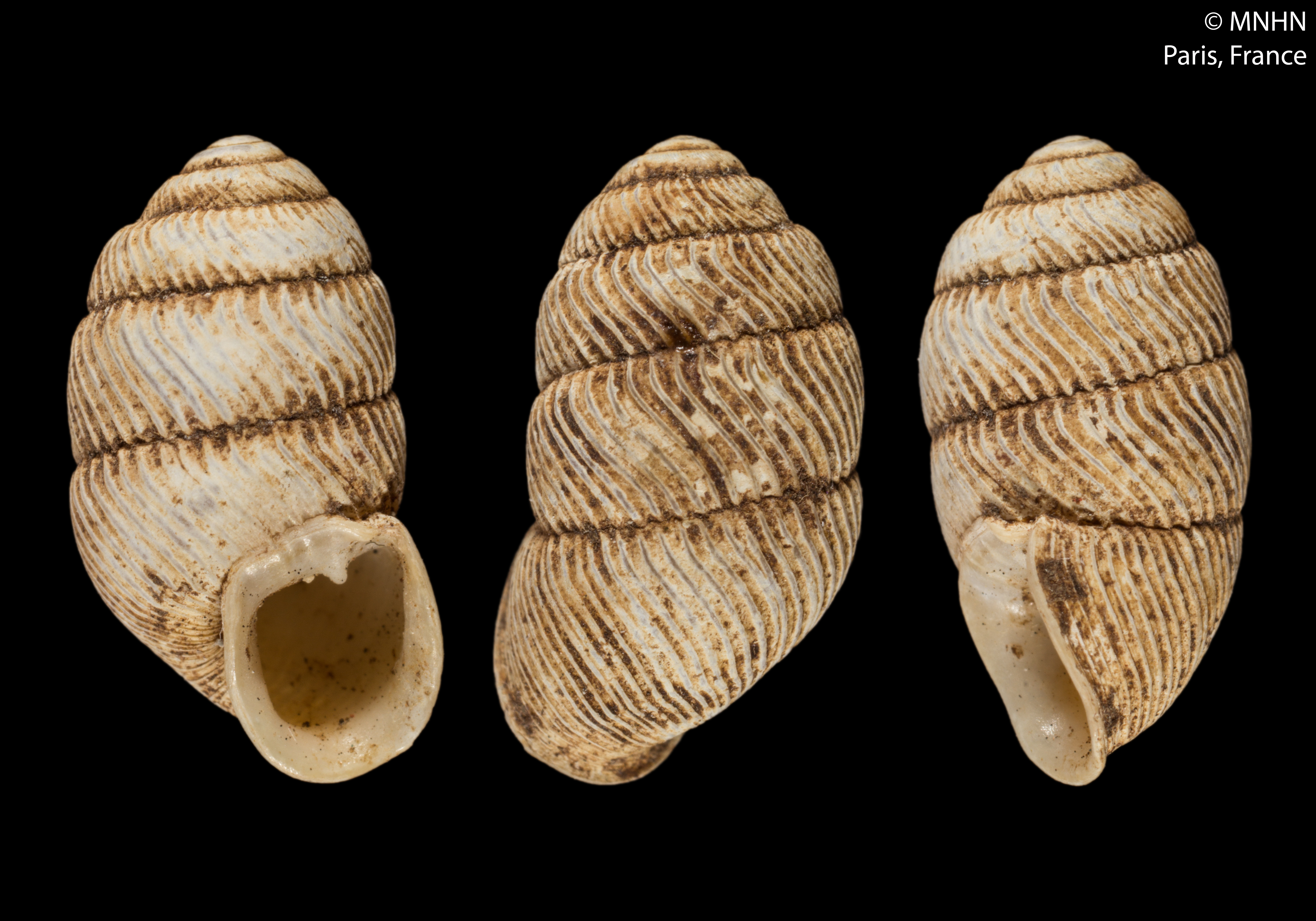
Gonospira callifera
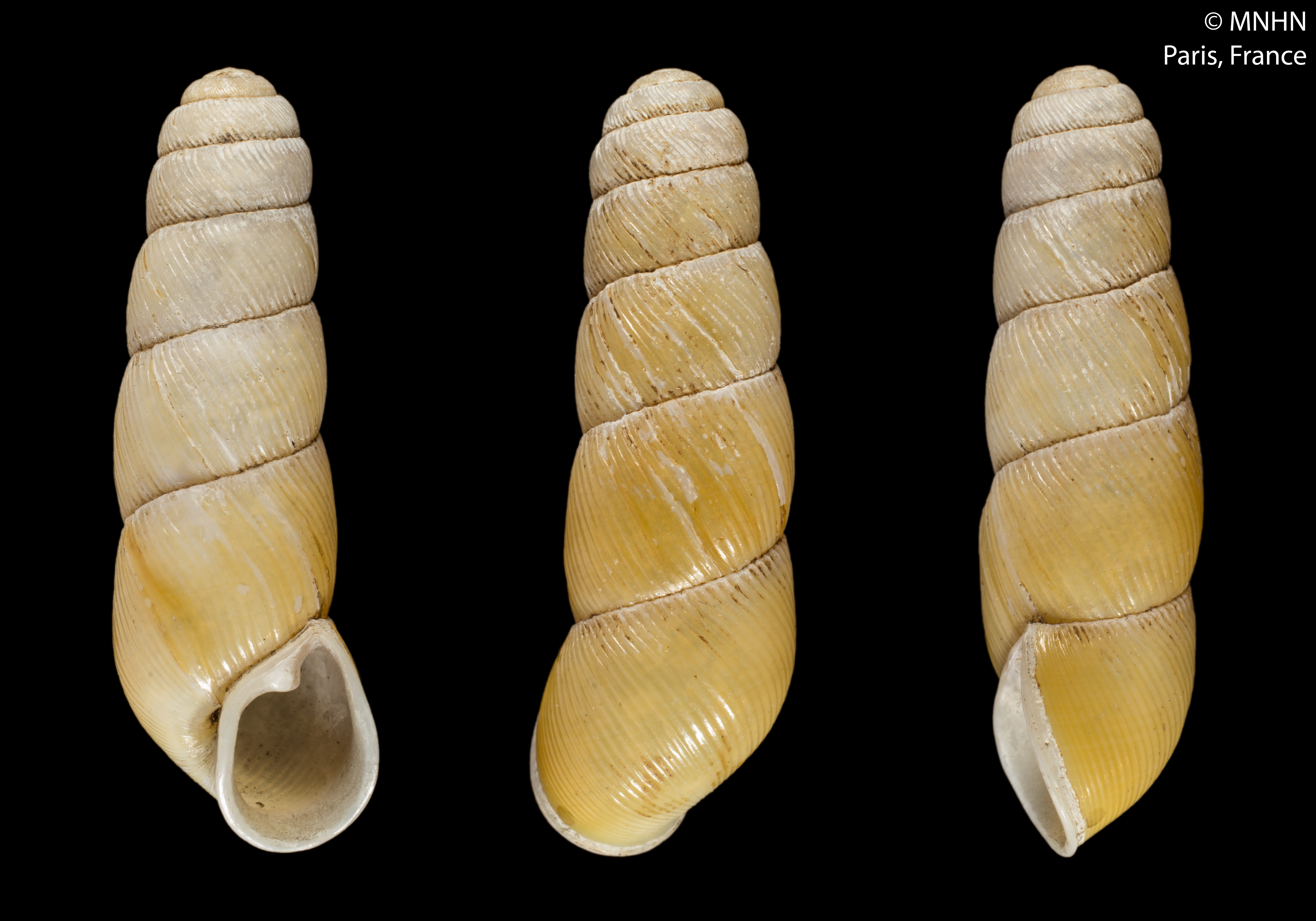
Gonospira palanga

## Систематика
Более 30 видов. Входит в состав подсемейства Orthogibbinae; ранее включался в подсемейство Gibbinae. Формирует кладу с Сейшельскими (Edentulina, Glabrennea, Seychellaxis, Silhouettia и Stereostele) и Маскаренскими родами (Gonidomus и Gonospira).
- Gonospira adamsiana (G.Nevill & H. Nevill, 1871)
- Gonospira bacilla (L. Pfeiffer, 1856)
- Gonospira barclayi (H. Adams, 1868)
- Gonospira bourguignati (Deshayes, 1863)[7]
- Gonospira brevis (Morelet, 1867)
- Gonospira callifera (Morelet, 1860)
- Gonospira chloris Crosse, 1873
- Gonospira cylindrella (H. Adams, 1868)[8]
- Gonospira deshayesi (H. Adams, 1868)[9]
- Gonospira dupontiana Nevill, 1870[10]
- Gonospira funiculus (Valenciennes in Pfeiffer, 1842)[11]
- Gonospira holostoma Morelet, 1875[12]
- Gonospira larreyi Fischer-Piette, Blanc, C.P., Blanc, F. & Salvat, 1994
- Gonospira madgei Kennard, 1943[13]
- Gonospira majuscula (Morelet, 1878)
- Gonospira mauritiana (Morelet, 1860)
- Gonospira metableta Crosse, 1874
- Gonospira modiola (Férussac, 1821)
- Gonospira mondraini (H. Adams, 1868)
- † Gonospira nevilli (H. Adams, 1867)[14]
- Gonospira palanga (Lesson, 1831)
- Gonospira producta (H. Adams, 1868)
- Gonospira rodriguezensis Crosse, 1873
- Gonospira striaticosta Morelet, 1866[15]
- † Gonospira superba  (Pickford, 2019)[16]
  - =Orthogibbus superbus Pickford, 2019
- Gonospira teres (L. Pfeiffer, 1856)[17]
- Gonospira testudiae Fischer-Piette, Blanc, C.P., Blanc, F. & Salvat, 1994[18]
- Gonospira turgidula(Deshayes, 1863)[19]
- Gonospira uvula Deshayes, 1863[2]
- Gonospira versipolis (Deshayes, 1851)
- Gonospira viaderi (Madge, 1938)